# Поле Бродмана 25
Поле Бродмана 25 (BA25)- це ділянка кори головного мозку, виділена на основі особливостей її цитоархітектоніки.
Має й інші назви, підколінна ділянка (лат. regio subgenualis) та підколінна поясна ділянка  (лат. regio subgenualis cingularis).
Це 25-е поле з «Полів Бродмана», визначене самим Корбиніаном Бродманом (й таким чином його ім'я увічнене в назві). BA25 знаходиться в поясній ділянці й вузькою смугою пролягає в каудальній частині підмозолистої ділянки (лат. regio subcallosum), прилегле до паратермінальної звивини. Задня параольфакторна (паранюхова) борозна відділяє паратермінальну звивину від BA25. Рострально межує з префронтальним полем 11 Бродмана.

## Історія
Корбініан Бродман описав це поле в тому вигляді, в котрому вона існує дотепер іще в 1909 році. Спочатку в 1905 році Бродман вважав її частиною Поля Бродмана 24. В 1909 році він розділив ці поля на 24 і 25.

## Функція
Цей регіон надзвичайно багатий на серотоніновий транспортер і виступає як керуюча структура цілої мережі утворень за участю таких центрів, як гіпоталамус і стовбур мозку, які впливають на зміну апетиту і сну; мигдалеподібного тіла і острівцевої кори, які впливають на настрій і занепокоєння; гіпокамп, який відіграє важливу роль у формуванні пам'яті, і деякі частини лобової частки, що відповідають за самооцінку. Це поле  задіяне в обробці печалі.

## Участь у депресії
Підмозолиста поясна звивина CG25, яка складається з BA25, а також частини BA24 і BA32; була відзначена як така, що грає важливу роль в депресії і була об'єктом глибокої стимуляції мозку для лікування розладу.
Одне з досліджень показало, що BA25 метаболічно гіперактивне в резистентній до лікування депресії. Інше дослідження показало, що метаболічна гіперактивність у цій ділянці, пов'язана з поганою терапевтичною відповіддю в осіб з великим депресивним розладом у когнітивно-поведінкової терапії.
У 2005 році Хелен Майберг С. зі співавторами описали успішне лікування цілого ряду осіб з депресією й кататонією, незважаючи на роки психотерапії, наркотиків, та електросудомної терапії — з кардіостимуляторо-подібними електродами (глибока стимуляція мозку) в полі Бродмана 25.
Недавнє дослідження показало, що Транскраніальна магнітна стимуляція є більш клінічно ефективним лікуванням депресії, якщо робиться в Полі Бродмана 46, тому що це поле має внутрішній функціональний зв'язок (по типу негативної кореляції) з полем 25.
Ще одне недавнє дослідження показало, що відповіді від поля 25 у вигляді появи сумного настрою залежать від кортизолу. Це говорить про те, що депресії, пов'язані зі зміною активності в полі 25 можуть бути пов'язані з гіпоталамо–гіпофізарно–наднирковою системою регуляції.

## Зображення

Анімація.
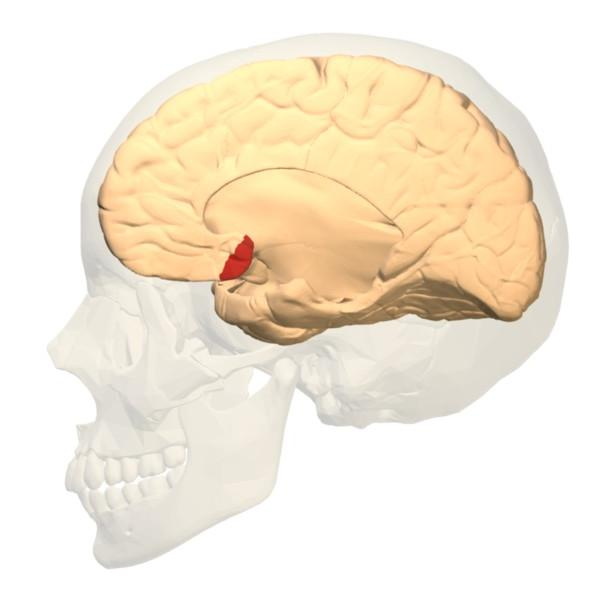
Медіальний вигляд.